# Yuri Tsivian
Yuri Tsivian, né le 7 août 1950, est un théoricien du cinéma. Il est spécialiste du cinéma soviétique et russe.
Il est actuellement professeur au département d'histoire de l'art de l'université de Chicago